# آلن مرشادیه
آلن مرشادیه (فرانسوی: Alain Merchadier‎؛ زادهٔ ۱۳ مارس ۱۹۵۲) بازیکن فوتبال اهل فرانسه بود.
از باشگاه‌هایی که در آن بازی کرده‌است می‌توان به باشگاه فوتبال سن-اتین و باشگاه فوتبال نانسی اشاره کرد.
وی همچنین در تیم ملی فوتبال فرانسه بازی کرده‌است.